# Heterusia placula
Heterusia placula är en fjärilsart som beskrevs av Druce 1893. Heterusia placula ingår i släktet Heterusia och familjen mätare. Inga underarter finns listade i Catalogue of Life.